# یک دروغ زیبا
یک دروغ زیبا (به انگلیسی: A Beautiful Lie) دومین آلبوم گروه راک آمریکایی ترتی سکندز تو مارس است. این آلبوم ۳۰ اوت ۲۰۰۵ منتشر شد. از آنجا که این آلبوم ۵ ماه قبل از انتشار خود به بیرون نشت کرده بود، این گروه تصمیم گرفت که دو آهنگ اضافی را در آلبوم برای فروش قرار دهد. جنگ‌های یک شخص (آهنگی که در واقع به عنوان ترانهٔ روی جلد انتخاب شده بود) و شکارچی (آهنگی از بژورک) این دو آهنگ بودند. برای فروش بیشتر این گروه همراه با ۱۲ کپی از آلبوم بلیت طلایی ارائه داد که به صاحب بیلیت اجازه می‌داد در یکی از کنسرت‌های ترتی سکندز تو مارس به صورت رایگان حضور یابد.

## تاریخ
در تاریخ ۳۱ اوت ۲۰۰۶ این گروه جایزه ام‌تی‌وی ۲ را برای آهنگ کشتن در جوایز نماهنگ ام‌تی‌وی برای یکی از دو آهنگ نامزد شده‌شان بردند. دومین نامزدی برای بهترین ویدئو راک بود که در برابر آهنگ دوشیزه قاتل ای‌اف‌آی شکست خوردند. در این ویدئو اعضایی گروه بخش‌های فیلم درخشش را دوباره اجرا می‌کنند. دروغ زیبا توسط انجمن صنعت ضبط آمریکا برای توزیع بیش از یک میلیون آلبوم به گواهی پلاتنیوم دست پیدا کرد.
در سال ۲۰۰۶، هنگامی که در تور ۲ دلار بیل ام‌تی‌وی یو بودند، این گروه با موسیقی جان‌ها را نجات می‌دهد، توجه مردم را به اهمیت فعالیت‌های عام‌المنفعه جلب کردند.
در اکتبر، آنها تور به جهان خوش آمدید را با پشتیبانی ام‌تی‌وی۲ و همکاری هد اتوماتیکا، د ریسوینگ اند آف سیرنز، کبرا استارشیپ، راک کیل کیدز و چند گروه دیگر آغاز کردند. این تور آهنگ محیط زیست بود، همان‌طور که مت واچر در مصاحبه‌ای در سال ۲۰۰۶ اعلام کرد. «ژارد و شانن با هم چیزی به نام تور محیط زیست راه انداختند، که راهی برای نمایش --راه‌های جدید-- و پاک کردن آلودگی‌هایی بود که ما ایجاد کرده بودیم. ما اتوبوس را با روغن نباتی پر کردیم.» در تاریخ ۲۰ نوامبر، ام‌تی‌وی۲ ویدئو از گذشته را برای اولین بار نمایش داد، این اولین ویدئوی راک آمریکایی بود که به‌طور کامل در چین تصویر برداری شده بود. این ویدئو برداشت آزادی از فیلم آخرین امپراتور می‌باشد.
۲۹ آوریل ۲۰۰۷، گروه به صورت زنده در مراسم جوایز موسیقی ام‌تی‌وی استرالیا برنامه اجرا کرد. در این مراسم آن‌ها برای سه جایزه نامزد شده بودند که توانستند دو جایزهٔ بهترین ویدئوی راک و ویدوی سال را برای کشتن ببرند.
در بهار ۲۰۰۷، آن‌ها به عنوان پشتیبان گروه د یوزد تور مزهٔ بی‌نظمی شرکت داشتند، در عین حال چند بار در تورهای لینکین پارک در اروپا شرکت کردند. آن‌ها همچنین برنامه‌ریزی برای شرکت در راسکیدل، راک ام رینگ، پینک‌پاپ، فستیوال یک نام بده، و دانلود را داشتند. ترتی سکندز تو مارس همچنین یکی از میزبانان جوایز موسیقی ام‌تی‌وی ۲۰۰۸ در اروپا بود. در حالی که در حین تور مزهٔ بی‌نظمی در سال ۲۰۰۷ بودند، با موسیقی انسان‌ها را نجات می‌دهد مصاحبه کردند.
در ۲۱ مارس ۲۰۰۸، ترتی سکندز تو مارس، آهنگ جشن کوک من را در آفریقای جنوبی را اجرا کردند، که بازگشت دوباره گروه به آفریقای جنوبی بعد از اجرا و ضبط یک دروغ زیبا بود. در کنفرانس مطبوعاتی، لتو گفت که اجرای موسیقی و حتی تجربه حضور بر خاک آفریقا برای او بسیار عمیق بوده‌است و گفت که امیدوار است که زندگی در آفریقا به روال عادی بازگردد. آنها در یک کنسرتی که بلیط‌های آن تماماً به فروش رفته بود در کیپ‌تاون به اجرا پرداختند.
در دسامبر ۲۰۰۸، به گفته وبلاگ رادیو آی‌اوال، با رای شنوندگان ایستگاه رادیوی آلترناتیو، بهترین آهنگ دهه ۲۰۰۰، آهنگ کشتن ترتی سکندز تو مارس، سال ۲۰۰۶ از آلبوم یک دروغ زیبا بود، که به همراه این آلبوم فروش خوب را هم تجربه کرده بود.